# Audio ghid
Audio ghidurile sunt aparate multimedia care înregistreazǎ informații în format mp3, texte, imagini și secvențe video. 
Se folosesc în muzee, în centre culturale, la expoziții, galerii de artă, și în general în orice instituție unde ghizii umani ofera explicații vizitatorilor.
Aparatele audioghid se gǎsesc în cele mai importante instituții muzeale din lume. În România, astfel de aparate există la Muzeul Literaturii Române (București), Muzeul Olteniei (Craiova), Muzeul Țării Făgărașului "Valer Literat" (Brasov), Muzeul Casa Mureșenilor (Brașov).
Principiul de funcționare al ghidurilor audio este similar cu cel al playerelor.
Informațiile înregistrate pe aparat sunt apoi ascultate de vizitator în căști. Vizitatorul poate derula înainte sau înapoi, poate reasculta și regla volumul sonor.